# 大阪市立大国小学校
大阪市立大国小学校（おおさかしりつ だいこく しょうがっこう）は、大阪市浪速区にある公立小学校。浪速区の南部を校区とする。
1990年代後半以降は、学校ビオトープを通じた教育活動に力を入れている。ビオトープの建設は、重機等を使わずに児童・教職員や地域住民らの「手づくり」でおこなった。また維持管理も、児童が主体となっておこなっている。

## 沿革
従来の大阪市木津尋常高等小学校（現在の大阪市立敷津小学校）が児童数増加によって過密化したことに伴い、当時の南区（現・浪速区）木津地区では、木津小学校の分離校を増設する計画を立てた。
1902年に学校敷地を選定・購入し、校舎建設工事を経て1904年、現在地に大阪市木津第二尋常高等小学校として開校した。この時に開校した木津第二小学校が、大国小学校の前身にあたる。
開校の際、木津校から児童を編入している。なお従来の木津尋常高等小学校は、木津第二校の開校と同時に木津第一尋常高等小学校の名称に変更している。
1922年には大阪市大国尋常高等小学校に改称した。1941年の国民学校令により、大阪市大国国民学校と称した。
太平洋戦争の影響で、大阪市を含む大都市の国民学校児童に対して1944年以降、学童疎開の指示が出された。大阪市での学童疎開は児童の縁故による疎開を原則にしたものの、縁故疎開できない児童については学校から集団疎開に参加させることにした。大阪市では集団疎開先の府県を当時の22行政区ごとに指定し、浪速区の国民学校には滋賀県が疎開先として割り当てられた。大国国民学校では滋賀県滋賀郡仰木村・堅田町・真野村・伊香立村・和邇村（いずれも現在の大津市）への集団疎開を実施している。
1945年3月13日の大阪大空襲では、校区を含む浪速区全域が壊滅的な被害を受け、大国国民学校では木造校舎を焼失する被害も受けた。戦災被害の影響で、終戦後の1946年には、隣接校区の大阪市敷津国民学校を休校として大国国民学校に統合している。
戦災からの復興により、旧敷津国民学校は1953年、大阪市立敷津小学校として再開した。

### 年表
- 1902年7月 - 学校敷地を購入。
- 1903年12月 - 校舎竣工。
- 1904年3月16日 - 開校式を実施。この日を創立記念日とする[1]。
- 1904年4月1日 - 大阪市木津第二尋常高等小学校として開校。
- 1908年10月 - 校地を拡張。
- 1922年3月 - 大阪市大国尋常高等小学校へ改称。
- 1941年4月1日 - 国民学校令により、大阪市大国国民学校へ改称。
- 1944年 - 滋賀県へ学童集団疎開。
- 1945年3月13日 - 大阪大空襲により木造校舎を焼失。
- 1946年4月1日 - 大阪市敷津国民学校（大阪市立敷津小学校）を合併[3]。
- 1947年4月1日 - 学制改革により、大阪市立大国小学校へ改称。
- 1953年4月1日 - 大阪市立敷津小学校が復興・再開校[3]。
- 1965年11月11日 - 学校給食優良学校として文部大臣表彰を受ける。
- 1970年11月26日 - 保健体育優良学校として全国表彰を受ける。
- 1972年9月 - 同和教育推進校に指定される。
- 1998年4月 - 校内にビオトープ作りを開始。
- 2000年2月6日 - 第1回学校ビオトープ・コンクールで、学校ビオトープ奨励賞を受賞。
- 2018年4月 - 「日本語指導が必要な子どもの教育センター校」となる。

## 通学区域
- 大阪市浪速区 戎本町1丁目・2丁目、大国1丁目-3丁目。

卒業生は大阪市立木津中学校に進学する。

## 交通
- Osaka Metro御堂筋線・四つ橋線 大国町駅 5号出口 南へ約300m。
- 南海高野線 今宮戎駅 南西へ約600m。
- 大阪環状線・関西本線（大和路線）・南海本線・高野線 新今宮駅 北西へ約800m。
- 大阪環状線・関西本線（大和路線） 今宮駅 東へ約500m。